# Luis Cuadrado
Luis Cuadrado (Toro, Zamora, Castilla y León, 1934-Madrid, Comunidad de Madrid, 18 de enero de 1980) fue un director de fotografía y operador de cámara español.

## Biografía
Hijo de un restaurador de vidrieras, Luis Cuadrado nació en 1934 en la ciudad zamorana de Toro (España). Estudió en la Escuela Oficial de Cinematografía e introdujo en España el estilo visual de la nouvelle vague francesa. Participó, desempeñándose como director de fotografía u operador de cámara, en numerosas películas españolas de los años 1960 y 1970 y junto a directores como Carlos Saura (La caza, El jardín de las delicias), Víctor Erice (El espíritu de la colmena) y José Luis Borau (Furtivos).
Una progresiva ceguera, que llegó a ser total, le privó de continuar con su trabajo y ya en Cría cuervos (1976) tuvo que ser ayudado por su discípulo, Teo Escamilla. Murió el 18 de enero de 1980, en Madrid. 

## Filmografía

### Como director de fotografía
| - Memoria (1978) - Mi primer pecado (1977) - Emilia... parada y fonda (1976) - Pascual Duarte (1976) - La muerte del escorpión (1976) - Furtivos (1975) - El clan de los Nazarenos (1975) - El blanco, el amarillo y el negro (1975) - Hay que matar a B. (1975) - La Regenta (1974) - El amor del capitán Brando (1974) - La prima Angélica (1974) - Proceso a Jesús (1974) - Las cosas bien hechas (1974) - Mi profesora particular (1973) - El espíritu de la colmena (1973) - La banda de Jaider (1973) - Habla, mudita (1973) - Ana y los lobos (1973) - Diabólica malicia (1972) - Los hijos del día y de la noche (1972) - Condenados a vivir (1972) - La casa sin fronteras (1972) - Lejos de los árboles (1972) - Mi querida señorita (1972) - Carta de amor de un asesino (1972) - Adiós, cigüeña, adiós (1971) - Los jóvenes amantes (1971) - Goya, historia de una soledad (1971) - Consejos a los rumiantes (1971) - Pastel de sangre (1971) - El jardín de las delicias (1970) - Las secretas intenciones (1970) - Un, dos, tres, al escondite inglés (1970) - Las sepulcrales (1970) - Permanencia del arabesco (1970) - Del amor y otras soledades (1969) - Los desafíos (1969) - La madriguera (1969) - Cantando a la vida (1969) - España otra vez (1969) | - Deseoconsumo (1969) - Jutrzenka (1969) - Urtain, el rey de la selva... o así (1969) - Stress-es tres-tres (1968) - El Baldiri de la costa (1968) - Si volvemos a vernos (1968) - Nocturno 29 (1968) - Tierra madre (1968) - Peppermint frappé (1967) - De cuerpo presente (1967) - Valencia de Blasco Ibáñez (1967) - Último encuentro (1967) - Catch (1967) - La costa Brava (1967) - No contéis con los dedos (1967) - Sábado en la playa (1967) - Juguetes rotos (1966) - La caza (1966) - Maestros del duende (1966) - Mañana será otro día (1966) - Unos chicos, unas chicas (1966) - España insólita (1965) - El Memorial del agua (1965) - San Juan del Toro (1965) - Los seis días (1964) - Potencia para el desarrollo (1964) - Vitoria Stop (1964) - Vizcaya cuatro (1964) - Turno de noche (1963) - El borracho (1962) - A través del fútbol (1962) - Capital Madrid (1962) - Felipe el Hermoso (1962) - Jueves Santo (1962) - Minas de Riotinto (1962) - Playa insólita (1962) - Un martes (1962) - Cuartelazo (1961) - La lágrima del diablo (1961) - Día de paro (1960) |

### Como operador de cámara
- Nocturno 29 (1968)
- El próximo otoño (1967)
- Muere una mujer (1965)
- Megatón Ye-Ye (1965)
- Ercole, Sansone, Maciste e Ursus gli invincibili (1964)
- A través de San Sebastián (1960)
- Día de muertos (1960)
- Tarde de domingo (1960)

## Premios
Medallas del Círculo de Escritores Cinematográficos
| Año  | Categoría        | Película                                                                   | Resultado |
| ---- | ---------------- | -------------------------------------------------------------------------- | --------- |
| 1966 | Mejor fotografía | La caza                                                                    | Ganador   |
| 1967 | Mejor fotografía | Peppermint frappé Si volvemos a vernos                                     | Ganador   |
| 1968 | Mejor fotografía | Stress-es tres-tres                                                        | Ganador   |
| 1969 | Mejor fotografía | Un, dos, tres, al escondite inglés                                         | Ganador   |
| 1970 | Mejor fotografía | El jardín de las delicias Goya (Historia de una soledad) La tonta del bote | Ganador   |
| 1973 | Mejor fotografía | El espíritu de la colmena Ana y los lobos Habla, mudita                    | Ganador   |
| 1974 | Mejor fotografía | Labor de conjunto                                                          | Ganador   |
| 1976 | Mejor fotografía | Pascual Duarte                                                             | Ganador   |
| 1977 | Mejor fotografía | Labor de conjunto                                                          | Ganador   |